# Лихачёв, Виктор Яковлевич
Виктор Яковлевич Лихачёв (9 января 1924 — 17 марта 1989) — советский художник-мультипликатор и художник-постановщик

## Биография
Участник Великой Отечественной войны. В 1948 году окончил курсы художников-мультипликаторов при киностудии «Союзмультфильм», работал аниматором. Участвовал в создании более 100 фильмов.

## Фильмография

### Художник-постановщик
1. 1986 — На воде

### Художник-мультипликатор
1. 1952 — Валидуб
2. 1953 — Братья Лю
3. 1953 — Крашеный лис
4. 1954 — Царевна-Лягушка
5. 1954 — В лесной чаще
6. 1954 — Опасная шалость
7. 1954 — Соломенный бычок
8. 1954 — Стрела улетает в сказку
9. 1955 — Ореховый прутик
10. 1955 — Пёс и кот
11. 1955 — Петушок — золотой гребешок
12. 1955 — Снеговик-почтовик
13. 1956 — В яранге горит огонь
14. 1956 — Гадкий утёнок
15. 1956 — Пирожок
16. 1956 — Приключения Мурзилки (выпуск 1)
17. 1957 — В некотором царстве…
18. 1957 — Наше солнце
19. 1957 — Опять двойка
20. 1957 — Снежная королева
21. 1958 — Лиса и волк
22. 1958 — Петя и Красная Шапочка
23. 1958 — Сказка о Мальчише-Кибальчише
24. 1958 — Сказ о Чапаеве
25. 1959 — Янтарный замок
26. 1959 — Похитители красок
27. 1959 — Легенда о завещании мавра
28. 1960 — Мурзилка на спутнике
29. 1960 — Старик перекати-поле
30. 1965 — Портрет
31. 1966 — Букет
32. 1966 — Окно
33. 1966 — Зайдите, пожалуйста!
34. 1966 — Рай в шалаше
35. 1967 — Маугли. Ракша
36. 1967 — Скамейка
37. 1968 — Малыш и Карлсон
38. 1968 — Маугли. Похищение
39. 1968 — Орлёнок
40. 1968 — Пингвины
41. 1968 — Самый большой друг
42. 1969 — В стране невыученных уроков
43. 1969 — Ну, погоди! (выпуск 1)
44. 1969 — Маугли. Последняя охота Акелы
45. 1969 — Фальшивая нота
46. 1969 — Весёлая карусель № 1
47. 1970 — Калейдоскоп-70
48. 1971 — Ну, погоди! (выпуск 3)
49. 1971 — Ну, погоди! (выпуск 4)
50. 1971 — Сердце
51. 1971 — Старая фотография[2]
52. 1972 — Выше голову!
53. 1972 — Пьяные вишни
54. 1972 — Фока – на все руки дока
55. 1973 — Ну, погоди! (выпуск 7)
56. 1973 — Остров
57. 1973 — Щелкунчик
58. 1973 — Юморески. Выпуск № 1
59. 1973 — Сказка о попе и о работнике его Балде
60. 1973 — Как это случилось
61. 1974 — Мешок яблок
62. 1974 — Весёлая карусель № 6
63. 1975 — Василиса Микулишна
64. 1975 — Верните Рекса
65. 1975 — В порту
66. 1975 — Как верблюжонок и ослик в школу ходили
67. 1975 — Комаров
68. 1975 — На лесной тропе
69. 1975 — Наследство волшебника Бахрама
70. 1976 — Легенда о старом маяке
71. 1976 — Муха-Цокотуха
72. 1976 — Ну, погоди! (выпуск 9)
73. 1976 — Почтовая рыбка
74. 1976 — Птичка Тари
75. 1977 — Зайчонок и муха
76. 1977 — Ну, погоди! (выпуск 11)
77. 1977 — Последний лепесток
78. 1978 — Алые паруса (экспериментальный ролик)
79. 1978 — Дед Мороз и серый волк
80. 1978 — Подарок для самого слабого
81. 1979 — Волшебное кольцо
82. 1979 — Где же медвежонок?
83. 1979 — Дым коромыслом
84. 1979 — Золушка
85. 1979 — Летучий корабль
86. 1979 — Почему ослик заупрямился?
87. 1980 — Баба-Яга против! Выпуск № 3
88. 1980 — Погоня (Весёлая карусель № 11)
89. 1980 — Ну, погоди! (выпуск 13)
90. 1981 — Зимовье зверей
91. 1981 — Он попался!
92. 1981 — Мария, Мирабела
93. 1981 — Приключения Васи Куролесова
94. 1981 — Приключение на плоту
95. 1981 — Так сойдёт!
96. 1982 — Бедокуры
97. 1982 — Мой друг зонтик
98. 1982 — Прежде мы были птицами
99. 1982 — Старая пластинка
100. 1983 — Неудачники
101. 1983 — Попался, который кусался!
102. 1984 — Про Фому и про Ерёму
103. 1984 — Сказка о царе Салтане
104. 1985 — Ну, погоди! (выпуск 15)
105. 1987 — Смех и горе у Бела моря

## Награды
- Орден Отечественной войны II степени (6 ноября 1985 года)[3].
- Орден Красной Звезды (18 февраля 1945 года)[4].
- Медаль «За отвагу» (10 июля 1944 года)[4].
- Медаль «За победу над Германией в Великой Отечественной войне 1941—1945 гг.»[5]